# Kimihurura (Kimihurura)
Kimihurura ist eine von drei Zellen (Verwaltungseinheiten 4. Ebene) im gleichnamigen Sektor Kimihurura des Distrikts Gasabo in der Hauptstadtprovinz Kigali von Ruanda. Sie liegt auf einer Höhe von etwa 1460 m. Nachbarzellen sind im Norden Kamukina, im Osten Rugando, im Südosten Kagina, im Süden Kinunga und im Nordwesten Ubumwe. Innerhalb der Verwaltungseinheit befinden sich unter anderem das Außenministerium (Ministry of Foreign Affairs and International Cooperation), das Infrastrukturministerium und das Justizministerium.